# Rick Zabel
Rick Zabel (Unna, 7 dicembre 1993) è un ex ciclista su strada tedesco. Figlio dell'ex ciclista Erik Zabel, è stato attivo come professionista dal 2014 al 2024.

## Carriera
Nel 2012 debutta nella categoria Under-23 gareggiando con la Rabobank Continental Team. Conquista la medaglia d'oro in linea ai campionati tedeschi per Under-23 vincendo una volata a tre, e si piazza quindi quarantaseiesimo nella prova Elite; nel prosieguo di stagione si classifica poi, sempre tra gli Under-23, diciottesimo ai campionati europei e trentaseiesimo ai campionati del mondo nel Limburgo.
Nella stagione successiva, il 2013, rimane con la squadra olandese che cambia denominazione diventando Rabobank Development Team. Dopo il successo nella quinta tappa del Tour de Normandie, in aprile vince in volata il Giro delle Fiandre Under-23, gara valida come prova della Coppa delle Nazioni e dell'UCI Europe Tour. In giugno firma un contratto da professionista per il 2014 con la BMC Racing Team.
Nel 2017 si trasferisce al Team Katusha. Si mette in evidenza alla Rund um den Finanzplatz Eschborn-Frankfurt 2017 quando tira la volata al compagno di squadra Alexander Kristoff: la tirata finale del tedesco è tale che sul traguardo si classifica secondo, dietro al proprio capitano, ottenendo così il primo podio in una gara del World Tour. Nel 2019 vince in volata la seconda tappa del Tour de Yorkshire.
Nel 2020 passa alla Israel Start-Up Nation, formazione in cui va a ricoprire perlopiù ruoli di gregariato anche nei Grandi Giri. Si ritira dall'attività a fine maggio 2024, dopo il Giro di Colonia corso nella sua città.

## Palmarès
- 2012 (Rabobank Continental Team, una vittoria)

Campionati tedeschi, prova in linea Under-23
- 2013 (Rabobank Development Team, due vittorie)

5ª tappa Tour de Normandie (Gouville-sur-Mer > Bagnoles de l'Orne)
Giro delle Fiandre Under-23
- 2015 (BMC Racing Team, una vittoria)

3ª tappa Österreich-Rundfahrt (Windischgarsten > Judendorf-Straßengel)
- 2019 (Team Katusha Alpecin, una vittoria)

2ª tappa Tour de Yorkshire (Barnsley > Bedale)

### Altri successi
- 2014 (BMC Racing Team)

1ª tappa Giro del Trentino (Riva del Garda > Arco, cronosquadre)

## Piazzamenti

### Grandi Giri
- Giro d'Italia

2015: 142º
2016: 140º
2020: 123º
2022: 137º
- Tour de France

2017: 145º
2018: ritirato (12ª tappa)
2019: non partito (11ª tappa)
2021: 134º

### Classiche monumento
- Milano-Sanremo

2017: ritirato
2018: 120º
2020: 80º
2022: 71º
- Giro delle Fiandre

2017: ritirato
2018: ritirato
2019: ritirato
- Parigi-Roubaix

2015: 103º
2016: 89º
2018: 45º
2019: 84º
2023: 64º
2024: 106º

### Competizioni mondiali
- Campionati del mondo

Copenaghen 2011 - In linea Juniores: 5º
Valkenburg 2012 - Cronosquadre: 30º
Valkenburg 2012 - In linea Under-23: 36º
Toscana 2013 - Cronosquadre: 19º
Toscana 2013 - In linea Under-23: 76º
Bergen 2017 - In linea Elite: 99º

### Competizioni europee
- Campionati europei

Goes 2012 - In linea Under-23: 18º
Olomouc 2013 - In linea Under-23:  ritirato 
Plumelec 2016 - In linea Elite: 89º
Glasgow 2018 - In linea Elite: 13º